# شکل‌گیری هویت
شکل‌گیری هویت (انگلیسی: Identity formation)، که به نام توسعه هویت یا هویت‌یابی نیز نامیده می‌شود، فرآیندی پیچیده‌است که در آن انسان‌ها دیدگاه روشن و منحصر به فرد از خود و هویت اجتماعی خود را توسعه می‌دهند. خودانگاره، رشد شخصیت و ارزش‌ها همگی با شکل‌گیری هویت ارتباط تنگاتنگی دارند. همچنین فرد سازی بخش مهمی از شکل‌گیری هویت است.